# Jüdischer Friedhof (Gey)

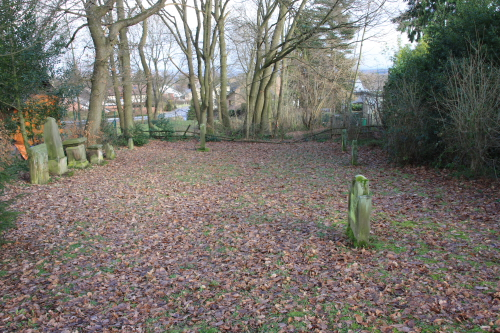
Teilansicht des Friedhofes

Der Jüdische Friedhof liegt in Gey, einem Ortsteil von Hürtgenwald im Kreis Düren (Nordrhein-Westfalen).
Der jüdische Friedhof wurde am Ortseingang von Gey, aus Richtung Großhau kommend links vor dem Ort an der Bundesstraße 399 angelegt. Der Eingang liegt direkt an einer Bushaltestelle. Der Friedhof ist etwa 15 m × 60 m groß. Er liegt an einem Abhang und ist frei zugänglich. Er wurde im 20. Jahrhundert belegt. Es sind noch 20 Grabsteine (Mazewot) vorhanden. 17 stehen links auf dem abschüssigen Gelände, rechts drei. Vor dem Friedhof steht eine Gedenktafel und links auf dem Friedhof ein Gedenkstein.
Heinrich Böll schreibt 1984 in seinem Aufsatz Die Juden von Drove, dass in Gey alle Inschriften herausgekratzt wurden. Diese Angabe ist nicht ganz richtig, denn es sind noch einige deutsche Inschriften erhalten.